# Jenny Nyström
Jenny Eugenia Nyström (férjezett Nyström-Stoopendaal) (Kalmar, 1854. június 13. – Stockholm, 1946. január 17.) svéd festőművésznő, grafikus, illusztrátor. Munkásságának egyik nagy eredménye a svéd Télapó/Mikulás figurájának (svéd nyelven jultomte, ejtsd „jültomte”) megalkotása, újrafogalmazása a svéd népi hagyományok alapján. Ebben és más témákban számtalan képeslapot alkotott és ezekkel nagy elismertséget és népszerűséget szerzett.

## Élete és munkássága
Nyolcéves korában a család Kalmarból Göteborgba költözött, ahol apja, Daniel Nyström vezető állást kapott egy leányiskolában. Apja később a művésznő Télapó-rajzainak egyik modellje lett.
Jenny  1865-ben kezdett tanulni a göteborgi rajz- és festőiskolában. Már 15 éves korában olajfestményeket is festett. Albert Ehrensvärd (1821–1901) tartományfőnök, későbbi külügyminiszter a göteborgi múzeumban figyelt fel rá, ahol ismert képeket másolt tanulmányi célból. Beajánlotta őt a stockholmi művészeti akadémiára (Konstakademien), ahol aztán 1873–1881 között folytathatta tanulmányait az akadémizmus stílusának elsajátítása jegyében. Emellett egzisztenciális okokból kereső tevékenységet is folytatott, festményeket, illusztrációkat adott el. Ehrensvärd rendszeres havi ösztöndíjjal támogatta tanulmányai befejezéséig.
A stockholmi művészeti akadémián folytatott képzése végén megosztott első díjat nyert az intézet pályázatán az ifjú Gustav Vasáról készült képével, és ezzel – első nőként – ösztöndíjat nyert párizsi tanulmányútra. 1882-1886 között tanult és dolgozott a korabeli nemzetközi művészeti élet központjában, a francia fővárosban. 1884-ben a párizsi szalonon is kiállított. Párizsban készítette az Aktmodell sárga háttér előtt című képét, ami annyira a szívéhez nőtt, hogy még élete vége felé is a műtermében tartotta.
1887-ben hazatért Svédországba és férjhez ment  Daniel Stoopendaalhoz. Férje sokat betegeskedett, nem fejezte be orvosi tanulmányait, ezért a családfenntartásról Jennynek kellett gondoskodnia. 1893-ban született fiuk, Curt Nyström Stoopendaal, aki gyermekkorában anyjának egyik legkedveltebb festői témája volt, később pedig ugyancsak neves illusztrátor lett.
Svédországi munkássága középpontjában az illusztrációk álltak, elsősorban az ifjúsági kiadványok terén. 340 gyermekkönyvet és számtalan egyéb kiadványt látott el rajzokkal, festményekkel. Komoly érdeklődéssel fordult a kor technikai vívmányai felé, amik közül számosat képein, illusztrációin is megörökített. Már egészen korán használni kezdte a fényképezőgépet képei előkészítéséhez. Kora nagy vívmányának tartotta a rádiót, amit rendszeresen hallgatott és izgatottan várta a televízió elterjedését, de 91 éves korában, 1946-ban elhunyt, még mielőtt a rendszeres televíziós műsorszórás megkezdődött volna Svédországban.
A Norra begravningsplatsen temetőben helyezték örök nyugalomra Stockholmban.

## Emlékezete
A Kalmar Megyei Múzeumban állandó jellegű kiállításon mutatja be a város szülöttének az ország különböző múzeumaiból, intézményeiből kölcsönzött, illetve a saját tulajdonában lévő képeket és egyéb tárgyakat. Az egyik kalmari iskola az ő nevét viseli.

## Festményeiből

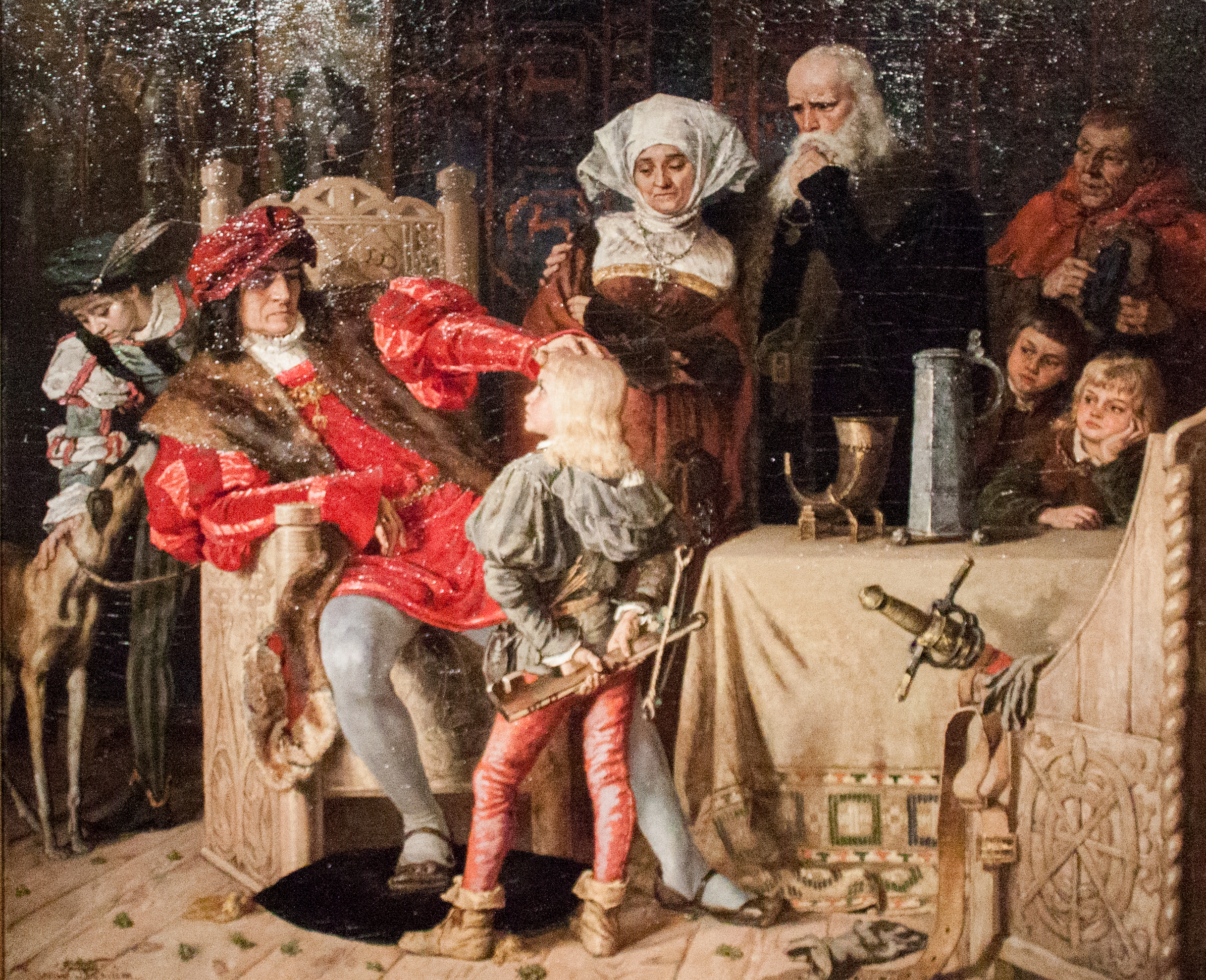
Gustav Vasa gyermekként a király előtt
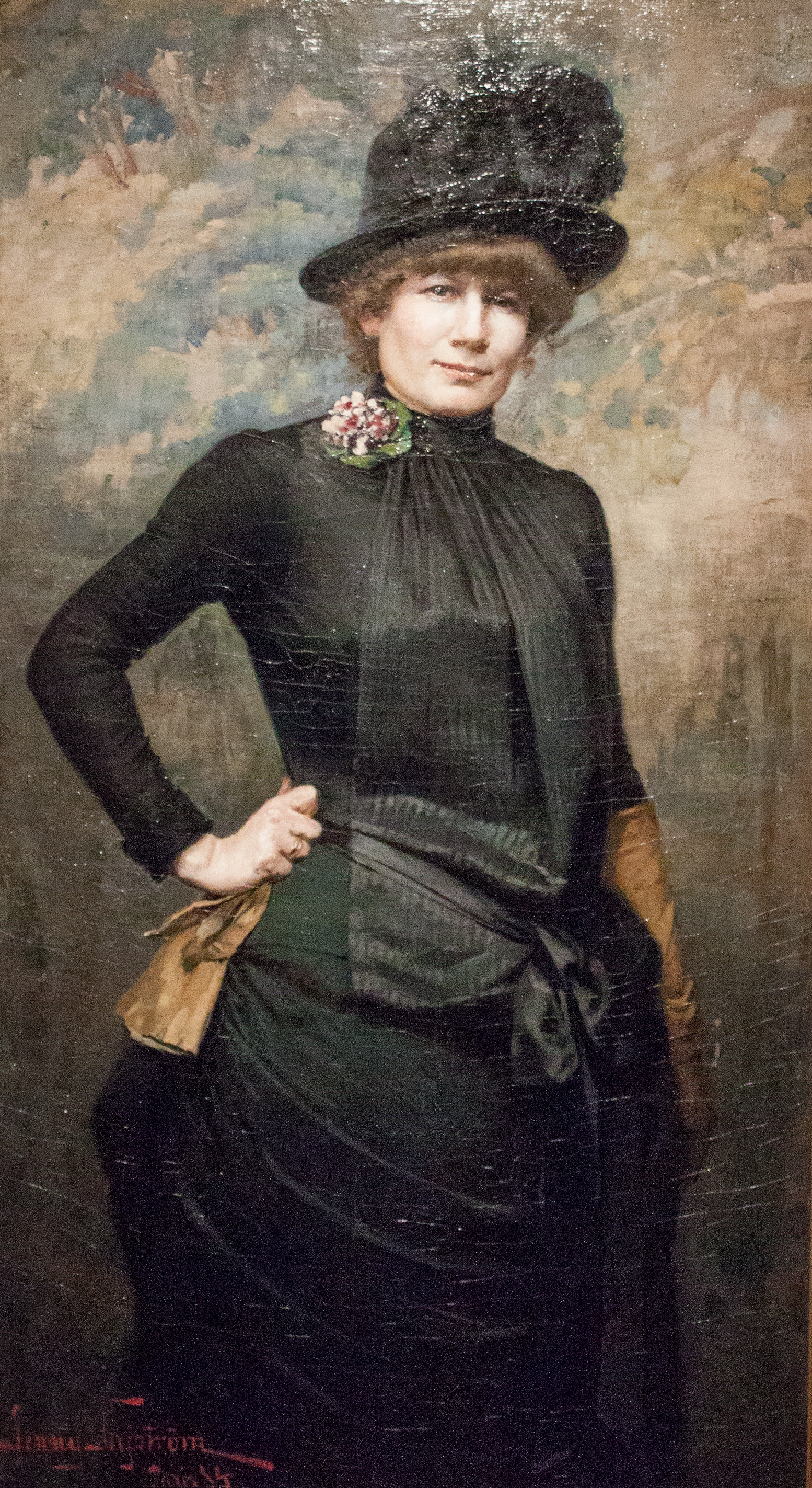
Önarckép
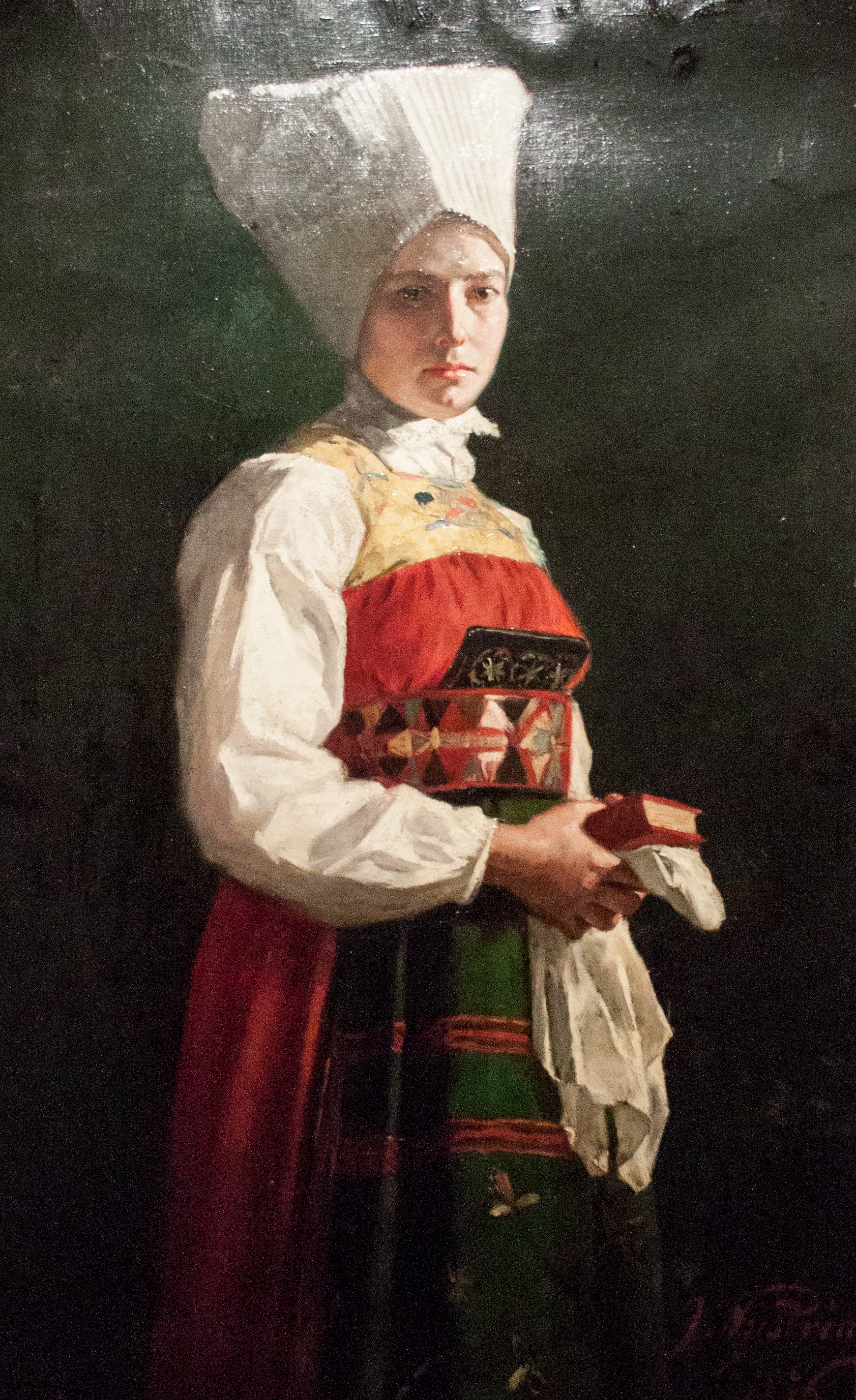
Vingåkeri nő ünnepi viseletben
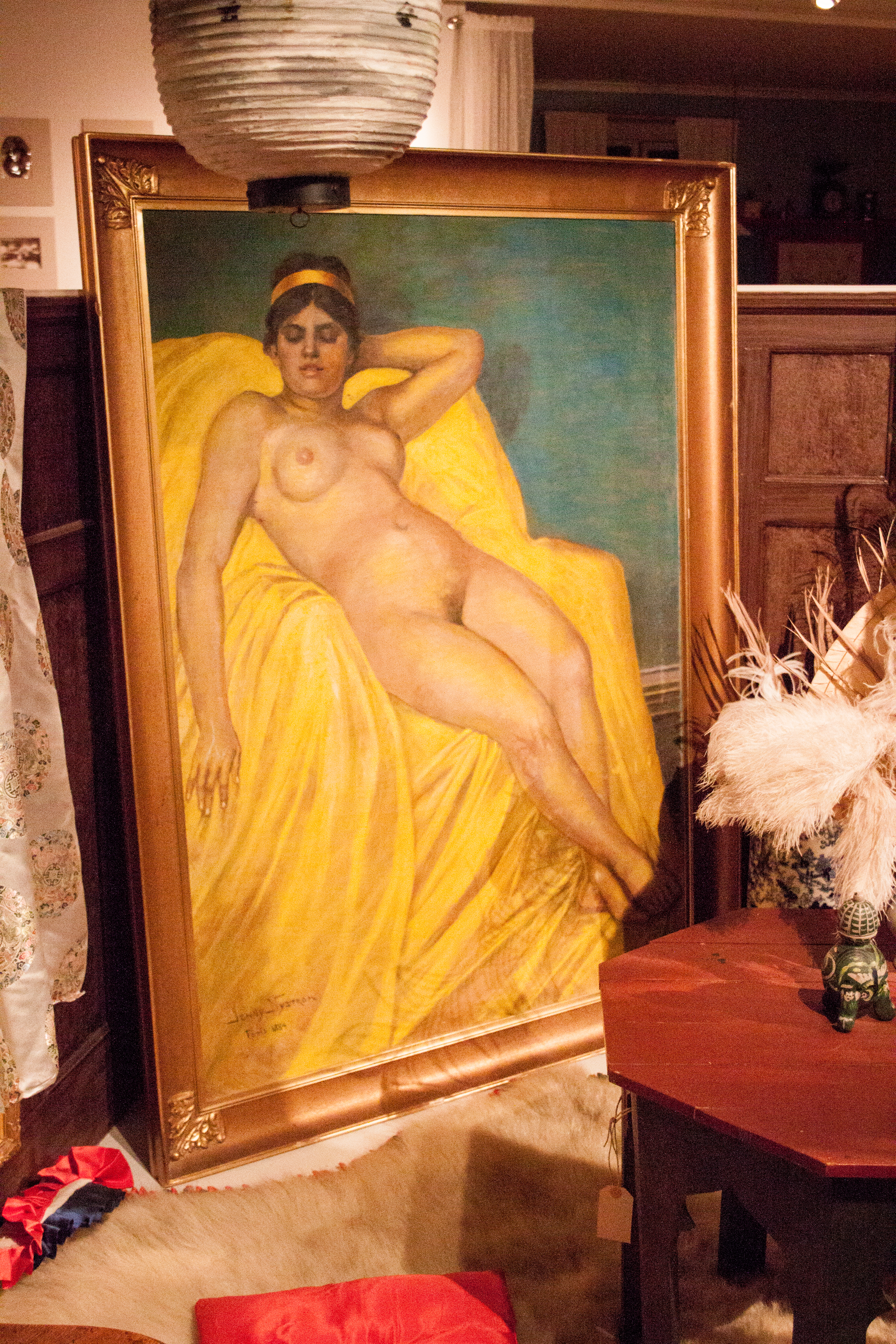
A művésznő egyik kedvenc festménye a kalmari életmű-kiállításon
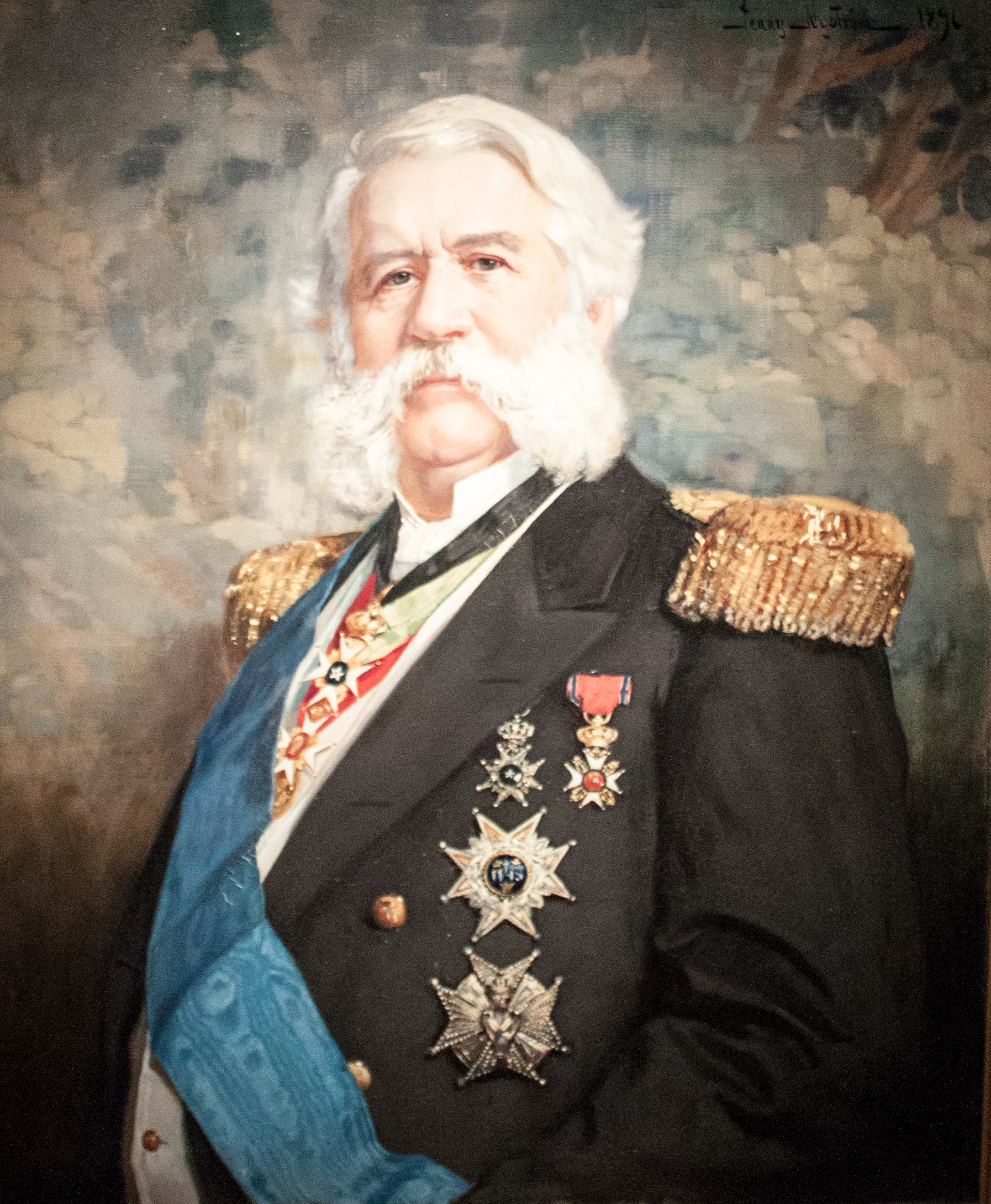
A volt svéd külügyminiszter portréja 1890-ből

## Képeslapjaiból

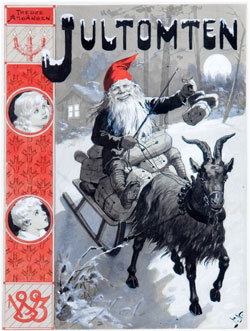
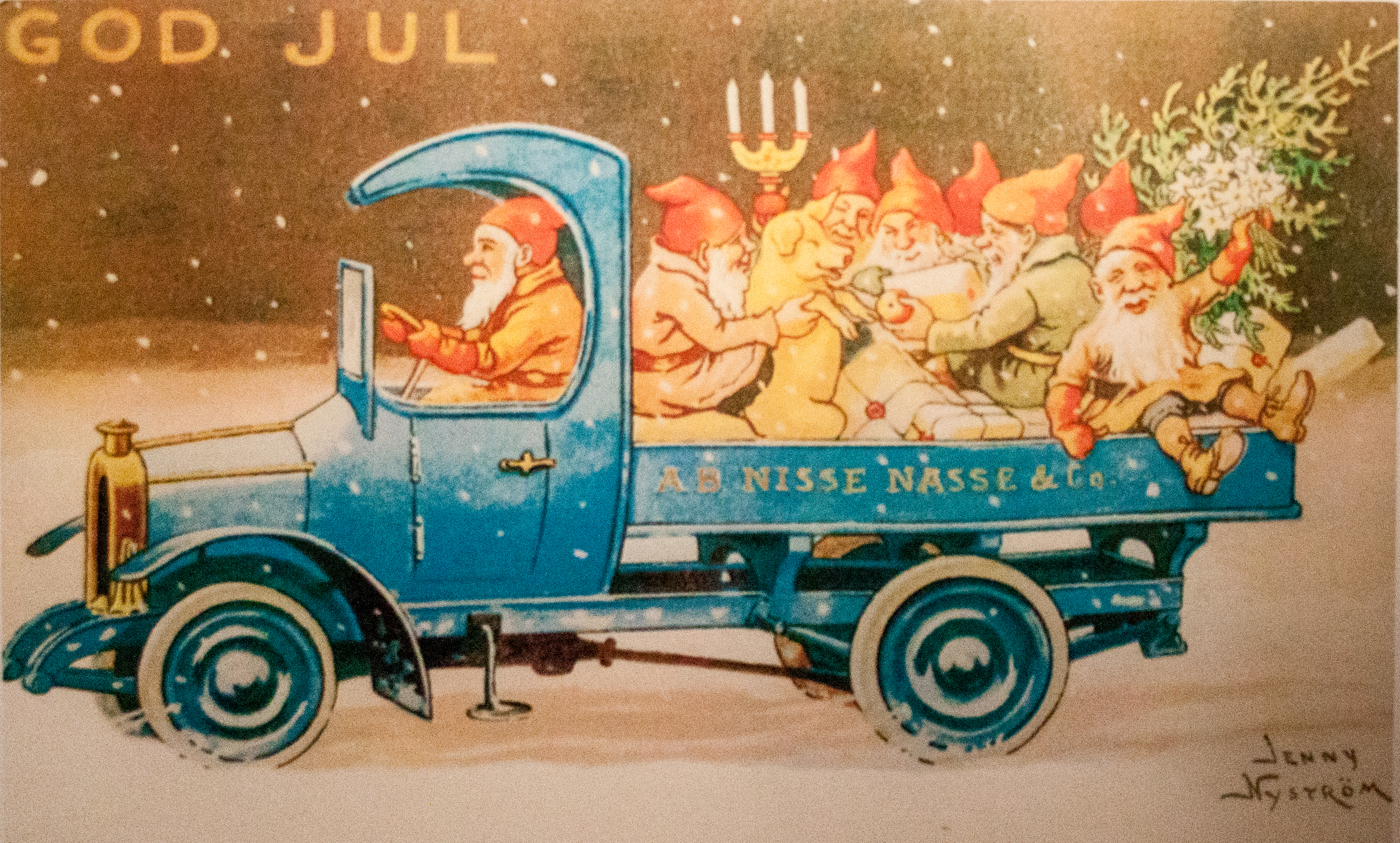
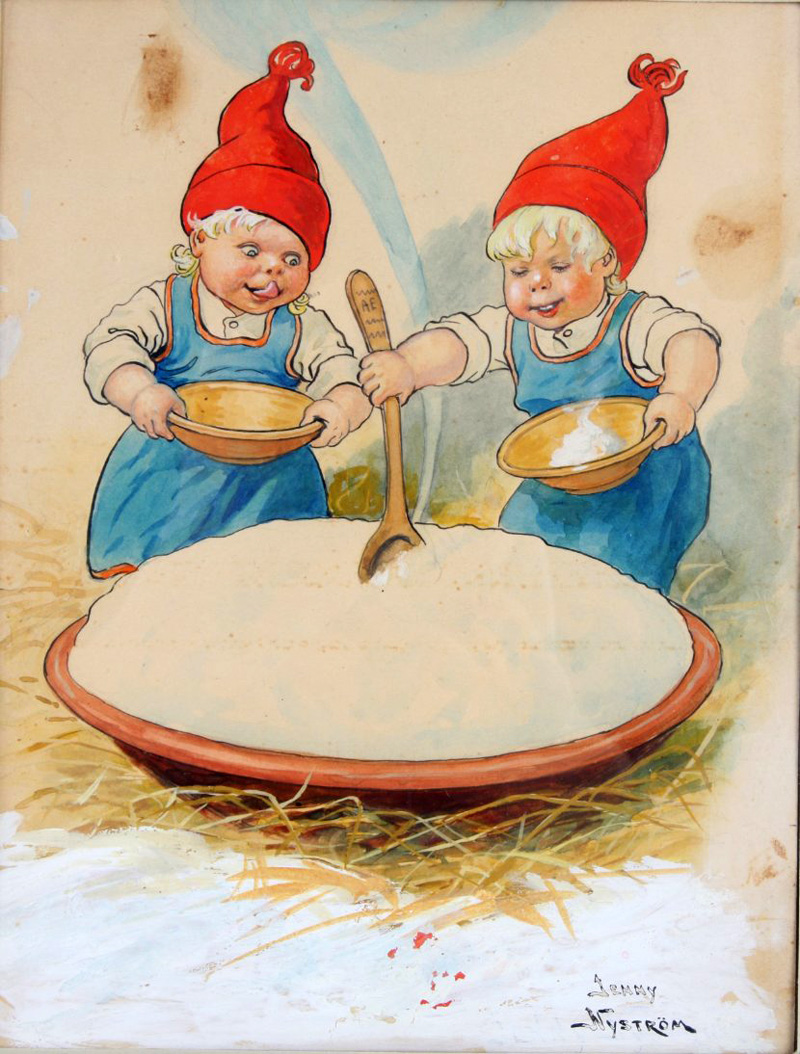
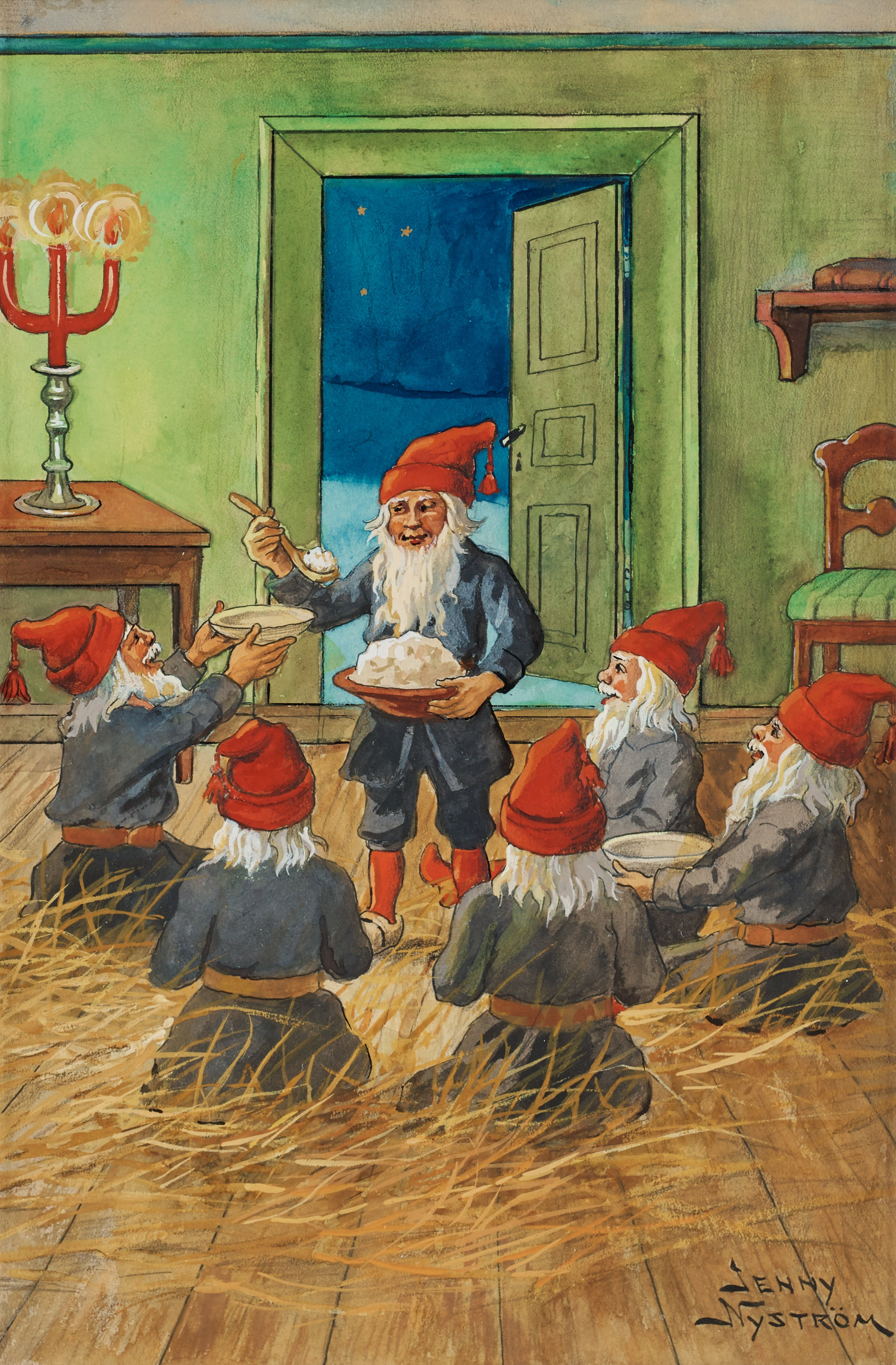

## Fordítás
- Ez a szócikk részben vagy egészben a Jenny Nyström című svéd Wikipédia-szócikk ezen változatának fordításán alapul.  Az eredeti cikk szerkesztőit annak laptörténete sorolja fel. Ez a jelzés csupán a megfogalmazás eredetét és a szerzői jogokat jelzi, nem szolgál a cikkben szereplő információk forrásmegjelöléseként.